# Cornelia Conrad
Cornelia Conrad (* 1956 in Kiel) ist eine schleswig-holsteinische Politikerin (FDP). Sie ist Kreistagsabgeordnete im Kreis Rendsburg-Eckernförde und war von 2009 bis 2012 Abgeordnete des Schleswig-Holsteinischen Landtags.

## Ausbildung und Beruf
Cornelia Conrad studierte nach dem Abitur 1975 bis 1979 an der Christian-Albrechts-Universität in Kiel Germanistik, Geographie, Philosophie und legte 1981 ihr Zweites Staatsexamen für das Lehramt an Realschulen ab. Anschließend war sie 1981 bis 1985 Realschullehrerin im Schuldienst des Landes Schleswig-Holstein, 1985 bis 2001 Pädagogische Leiterin einer Privatschule und seit 2001 Realschullehrerin im Schuldienst des Landes Schleswig-Holstein.
Cornelia Conrad ist verheiratet und hat zwei Kinder.

## Politik
Cornelia Conrad ist seit 2001 Mitglied der FDP und war von 2003 bis 2007 stellvertretende Kreisvorsitzende im Kreis Rendsburg-Eckernförde. Von 2003 bis 2008 war sie dort stellvertretendes bürgerliches Mitglied im Ausschuss für Schule, Sport, Kultur und Bildung sowie Mitglied im Bau- und Planungsausschuss der Gemeinde Molfsee. Zwischen 2005 und 2007 war sie auch stellvertretende Landesvorsitzende der Liberalen Frauen Schleswig-Holstein, seit 2012 als Beisitzerin im Vorstand tätig. Seit 2007 ist sie Mitglied im Landesfachausschuss Bildung.
Cornelia Conrad hat seit 2008 den Vorsitz im Ausschuss für soziale und kulturelle Angelegenheiten, ist Mitglied im Hauptausschuss des Amtes Molfsee und übt das Amt der Kreistagsabgeordneten aus. Seit 2009 ist sie Vorsitzende im Rechnungs- und Prüfungsausschuss des Amtes Molfsee und seit 2010 Mitglied im Aufsichtsrat der Abfallwirtschaftsgesellschaft Rendsburg-Eckernförde. Seit 2011 ist sie Vorsitzende im Ortsverband der FDP Molfsee.
2009 wurde sie über die Landesliste in den Schleswig-Holsteinischen Landtag gewählt und war bildungspolitische Sprecherin der FDP-Landtagsfraktion.